# Vodochranilisjtje Belovezjskaja Pusjtja
Vodochranilisjtje Belovezjskaja Pusjtja (ryska: Водохранилище Беловежская Пуща) är en reservoar i Belarus.   Den ligger i voblasten Brests voblast, i den västra delen av landet, 290 km sydväst om huvudstaden Minsk. Vodochranilisjtje Belovezjskaja Pusjtja ligger 152 meter över havet. Arean är 1,5 kvadratkilometer. Den sträcker sig 1,1 kilometer i nord-sydlig riktning, och 2,9 kilometer i öst-västlig riktning.
I omgivningarna runt Vodochranilisjtje Belovezjskaja Pusjtja växer i huvudsak blandskog. Runt Vodochranilisjtje Belovezjskaja Pusjtja är det ganska glesbefolkat, med 25 invånare per kvadratkilometer.